# Não-pode-parar
Phylloscartes paulista, comummente conhecida como não-pode-parar ou tiraninho-paulista, é uma espécie de ave passeriforme da família dos tiranídeos. É encontrada na Argentina, Brasil, e Paraguai.